# بوژوو پوتوک
بوژوو پوتوک (به صربی: Božov Potok) یک منطقهٔ مسکونی در صربستان است که در سینیتسا واقع شده‌است. بوژوو پوتوک ۱۹۵ نفر جمعیت دارد.